# Josip Juranović
Josip Juranović (* 16. August 1995 in Zagreb) ist ein kroatischer Fußballspieler, der als Außenverteidiger beim 1. FC Union Berlin in der Bundesliga unter Vertrag steht.

## Karriere

### Verein
Juranović begann seine Karriere beim NK Dubrava. Im Januar 2015 wechselte er zum Erstligisten Hajduk Split. Sein Debüt in der 1. HNL gab er im April 2015, als er am 29. Spieltag der Saison 2014/15 gegen den HNK Rijeka in der Startelf stand. Bis Saisonende kam er zu fünf weiteren Ligaeinsätzen. Im April 2016 erzielte er bei einem 3:0-Sieg gegen den NK Lokomotiva Zagreb sein erstes Tor in Kroatiens höchster Spielklasse. Am Ende der Saison 2015/16 hatte er 31 Einsätze in der 1. HNL, in denen er einen Treffer erzielen konnte, zu Buche stehen. In der Saison 2016/17 wurde Juranović 18 Mal in der Liga eingesetzt. In der darauffolgenden Saison kam er zu 27 Einsätzen, in denen er ohne Treffer blieb.
Im Sommer 2020 wechselte Juranović nach Polen zu Legia Warschau, mit der er am Saisonende die polnische Meisterschaft gewann. Im Sommer 2021 verpflichtete ihn der schottische Erstligist Celtic Glasgow, mit dem er im folgenden Jahr die schottische Meisterschaft sowie den Ligapokal gewinnen konnte. Im Januar 2023 wechselte Juranović in die Bundesliga zum 1. FC Union Berlin.

### Nationalmannschaft
Juranović debütierte im Januar 2017 für die kroatische A-Nationalmannschaft, als er in einem Testspiel gegen China in der Startelf stand. Bei der Europameisterschaft 2021 war er Bestandteil des kroatischen Kaders, welcher bei dem Turnier im Achtelfinale gegen Spanien ausschied. Bei der Weltmeisterschaft 2022, bei der die Mannschaft den dritten Platz erreichte, gehörte er ebenfalls dem kroatischen Kader an und bestritt sechs der sieben Turnierspiele jeweils über die volle Spielzeit, nur im Spiel um Platz drei gegen Marokko kam er nicht zum Einsatz.

## Erfolge
mit Celtic Glasgow:
- Schottischer Meister: 2022
- Schottischer Ligapokal: 2022

mit Legia Warschau:
- Polnischer Meister: 2021

Mit der kroatischen Nationalmannschaft:
- Dritter Platz bei der Weltmeisterschaft 2022